# Адольфас Яруліс
Адольфас Яруліс (15 червня 1941, Шауляй — 29 грудня 2014, Вільнюс) — литовський поп-співак.
У 1963-1971 співав у Філармонії Литовської РСР. З 1971 — у Клайпеді. Лауреат конкурсу «Вежі Вільнюса» (Vilniaus bokštai, 1971) та премії Антона Шабаняускаса (2003). Серед записів Яруліса — перекладена литовською мовою відома американська пісня «Ghost Riders in the Sky: A Cowboy Legend».